# 壮体华鳅
壮体華鳅（学名：Sinibotia robusta）为輻鰭魚綱鯉形目沙鳅科華鳅属的鱼类，俗名六角鱼、军鱼，是中国的特有物种。分布于西洋江等，體長可達18公分。该物种的模式产地在广西阳朔。

## 扩展阅读
維基物種上的相關：壮体華鳅